# Сан Бенедето ин Перилис
Сан Бенедето ин Перилис (итал. San Benedetto in Perillis) је насеље у Италији у округу Л'Аквила, региону Абруцо.
Према процени из 2011. у насељу је живело 145 становника. Насеље се налази на надморској висини од 854 м.

## Становништво
Према резултатима пописа становништва 2011. у општини је живело 127 становника.
| 1931. | 1936. | 1951. | 1961. | 1971. | 1981. | 1991. | 2001. | 2011. |
| ----- | ----- | ----- | ----- | ----- | ----- | ----- | ----- | ----- |
| 980   | 940   | 778   | 503   | 305   | 228   | 175   | 145   | 127   |